# Laplikili
 (novembre 2020).
 (février 2021).
Laplikili est une maison d’édition nantaise, créée en 2017 par Christina Lumineau et Yohan Reversat, spécialisée dans les albums de jeunesse interactifs en réalité augmentée. Elle s’engage sur des sujets écologiques et sociaux. Son slogan est «Réinventons le monde en famille !». La maison d'édition ferme en 2025.

## Historique
Christina passe une licence d’informatique à l’Université de Nice, puis entre à l’École Supérieure d’Art et Design de Saint-Étienne. Elle se tourne ensuite vers un Master Création et Edition Numériques à Paris. Grâce au soutien de l’université et du CréaTIC IDEFI, elle est lauréate du concours Jeune Création d’Entreprise. Elle intègre ainsi le Labo de l’Édition, incubateur de la ville de Paris, spécialisé sur le secteur de l’innovation dans l’édition, avec 5 000 € de bourse.
Puis, formée à la création d’entreprise par The Cantillon, elle fonde les éditions Laplikili à l’âge de 25 ans.
Son premier album «Ulysse et le Grimoire de l’Univers» est réalisé avec Vicky Lumineau, sa mère, et Yohan Reversat, son compagnon. Vicky Lumineau, professeure des écoles, écrit l’histoire et rédige la partie pédagogique de l’album. Yohan Reversat, ingénieur électronique, développe l’application.
Actuellement, le catalogue Laplikili comprend trois albums pour les lecteurs de 5 à 10 ans.
Depuis 2019 les éditions Laplikili sont membres de Mobilis, pôle régional de coopération des acteurs du livre et de la lecture en Pays de Loire, ainsi que du collectif Coll.LIBRIS, réunissant les éditeurs indépendants des Pays de la Loire. La maison d’édition participe à des salons en région dont les « Échappées belles » depuis 2019, rendez-vous de créateurs, artisans et artistes nantais qui se déroule trois à quatre fois par an, à Nantes ou à Angers.

## Concept
Les albums Laplikili sont tous dotés d’une application afin d’allier "l’album traditionnel à la magie du numérique". De plus, l’application permet au lecteur d’être acteur de son propre apprentissage.
Chaque album propose une nouvelle expérience de lecture, sur trois niveaux qui sont la lecture traditionnelle de l’histoire, à lire en famille, un documentaire basé sur la thématique de l’album grâce à une application gratuite et une partie ludique pour animer et jouer avec le livre, également sur l’application.
Engagée socialement, la maison d’édition invite les enfants à s’interroger sur les meilleures manières de vivre ensemble, et sur l’idée d’une société plus juste et égalitaire. Au niveau écologique, elle les encourage à réfléchir sur les liens entre l’homme et la Terre.

## Les albums

### Ulysse et le Grimoire de l’Univers
Écrit par Vicky Lumineau, illustré par Christina Lumineau et animé par Yohan Reversat, l'album Ulysse et le Grimoire de l'Univers  (ISBN 9791097573003) parait le 23 octobre 2017.
«Ulysse et le Grimoire de l’Univers» raconte l’aventure d’un courageux petit pandastronaute amoureux des fleurs. La méchante Sorcière de l'univers, Cupida, l'expédie dans l'espace sur un petit bout d'île dépourvu de fleurs. Désespéré, Ulysse demande à Titania la bonne fée, la recette des graines. Mais les ingrédients de la recette sont éparpillés partout dans le Système solaire. Ulysse se construit donc une fusée et part explorer l'univers.
L’application donne accès, grâce à la carte du Système solaire fournie avec le livre, à 70 min de vidéos documentaires sur le système solaire, issues notamment des archives de la NASA. Elle offre également de nombreuses interactions et des ambiances sonores pour une immersion dans le monde d’Ulysse.
L’impression d’« Ulysse et le Grimoire de l’Univers » a été financée en partie grâce au financement participatif sur Ulule en 2017.Le 10 janvier 2018, la chaîne Gulli présente l’album dans son émission Wazup.

### La Sorcière à roulettes
Écrit par Nathalie Palayret et illustré par Lucia Toma Marceau, l'album La Sorcière à roulettes (ISBN 9791097573010) parait le 20 novembre 2019.
« La Sorcière à roulettes » est un album créé en partenariat avec l’association La Cloche,. C’est une histoire d'amitié au Pays des contes, pour s'interroger et échanger en famille sur le regard porté sur les personnes sans-abri. Ainsi la Sorcière de l’histoire vit dans la rue et le lecteur peut la suivre dans son quotidien à travers les yeux et les questionnements de la Princesse du Pays des contes et des autres personnages.
La partie documentaire, incluse dans l’application numérique, a été réalisée en collaboration avec La Cloche. Un poster de la ville, fourni avec le livre, permet de passer une journée avec la Sorcière et de découvrir des témoignages vidéos de personnes à la rue.
« La Sorcière à roulettes » est passée dans l’émission Curiocité sur Prun’, station de radio associative nantaise, le 24 janvier 2020.

### Un Trait, c’est tout!
Écrit par Jo Galetas et illustré par Pierre-Julien Fieux, l'album Un Trait, c'est tout!  (ISBN 9791097573010) parait le 20 novembre 2019.
« Un Trait, c’est tout ! » est un voyage initiatique basé sur l’importance de l’entraide, de la solidarité et du « faire ensemble ». C’est l’histoire d’un petit trait qui au cours de son voyage va apprendre à se dessiner et s'inventer. Il comprend petit à petit qu'en se liant avec ses frères et sœurs, d'autres traits, ils peuvent ensemble former des tableaux incroyables, des univers entiers.
La partie documentaire se focalise sur les entraides existantes dans la nature, notamment chez les fourmis, les termites, les abeilles et entre les arbres.